# 軍用機の設計思想
本項では、軍用機の設計思想（ぐんようきのせっけいしそう）について述べる。

## 機体

### 増大係数
機体規模は、軍用機設計の基礎計画段階において、航続距離要求と武装重量から計算される。規模に関係する増大係数は二段階に分けて計算が行われる。
1. ブレゲーの航続距離算出式によって必要な燃料重量比を導きだす。ただし、この式はレシプロ機にのみ適用可能である。
{\displaystyle R=75.0\times 3.6\times {\frac {\eta p}{b}}\times {\frac {L}{D}}\times \ln \left({\frac {Wi}{Wf}}\right)}
ただし、
構文解析に失敗 (SVG（ブラウザのプラグインで MathML を有効にすることができます）: サーバー「http://localhost:6011/ja.wikipedia.org/v1/」から無効な応答 ("Math extension cannot connect to Restbase."):): {\displaystyle  R}
 ：航続距離(km)
{\displaystyle \eta p}：プロペラ効率
{\displaystyle b} ：燃料消費率(kg/HP/hour)
{\displaystyle {\frac {L}{D}}}：巡航揚抗比
{\displaystyle Wi}：巡航開始重量
{\displaystyle Wf}：巡航終了重量
大体の離陸重量に対する燃料比率は{\displaystyle {\frac {Wi-Wf}{Wi}}}となる。
ジェット軍用機、それも特に戦術機の場合は運用高度によって燃費が大幅に異なることから上記のような単純に距離という形で航続性能を要求されることは稀であり、大抵は飛行パターン、飛行高度、速度を指定したミッションプロファイルという形式で(以上を大雑把に言えばCAP任務にHI-HI-HI、地上攻撃任務でHI-LO-HI等の指定、待機時間、急行速度、目標捜索時間等が含まれる)航続性能を要求され、エンジンの出力性能、燃費と見比べながら燃料重量比の見積もりをつけることになる。
2. 下記「増大係数」の式に武装重量と燃料重量を入れると、機体の離陸重量が求められる。
増大係数の元々の意味は「性能を保持したまま搭載量(武装、あるいは燃料)を増やすには、全備重量がどれだけ増えるか」を示したものである。
{\displaystyle W_{TO}={\frac {W_{WEP}}{1-{\frac {W_{STR}}{W_{TO}}}-{\frac {W_{PROP}}{W_{TO}}}-{\frac {W_{SYS}}{W_{TO}}}-{\frac {W_{FUEL}}{W_{TO}}}}}}
ただし、
{\displaystyle W_{TO}}：離陸重量。
{\displaystyle W_{WEP}}：武装の重量。機関砲や爆弾、機銃弾などの重量。
{\displaystyle {\frac {W_{STR}}{W_{TO}}}}：構造重量比。戦闘機のように高G運動を行ったり急降下制限速度を高める場合は
構造重量比を増して頑丈に作る必要がある。強度を維持しつつ構造重量比を減少させるには新素材や構造上の進歩が必要である。構造重量比を浮かせる方法としては他に、増槽の導入があげられる。空戦等の高G機動に入る前に増槽を投下するという運用を定める事で、高G機動時の機体重量を限定し構造強度要求を緩和することができる。
{\displaystyle {\frac {W_{PROP}}{W_{TO}}}}：推進系統重量比。加速性能、上昇性能、あるいは高高度性能を高くする場合はより推進系統の比率を高める必要がある。技術上の進歩により出力重量比が向上すればこの比率を抑えることができる。
{\displaystyle {\frac {W_{SYS}}{W_{TO}}}}：システム系統重量比。油圧や操縦系統、脚などの重量がここに含まれる。
{\displaystyle {\frac {W_{FUEL}}{W_{TO}}}}：1.で算出した燃料重量比。航続距離要求から必然的に決定される。
この式は元々{\displaystyle W_{TO}=W_{WEP}+W_{STR}+W_{PROP}+W_{SYS}+W_{FUEL}}を変形した物である。
戦闘機においては構造重量比が約0.35～0.25、推進系統重量比がレシプロは約0.4でジェットが約0.2、システム系統重量比が0.1となるのが一般的である。
構造重量比、推進系統重量比、システム系統重量比が時代が変遷してもほぼ一定であることから、軍用機の規模は航続性能と武装重量でほぼ決まってしまうため、この二つが計画の根幹をなすものとなる。

### 安定性
一番単純な例として、1Gの水平釣り合い飛行を継続する場合を想定してみる。後述するCCV設計以前に行われていたコンベンショナルな形式の飛行機の場合、以下の条件が必要となる。
- 各翼の揚力の合成ベクトルが、重心点からの重量ベクトルと吊り合うこと
- 風圧中心が重心より後ろに存在すること

風圧中心が重心より前に存在する場合、微小な横すべりを起こしただけで風見鶏のように回転してしまい、事実上飛行できない。これを風見安定の不足という。
同じことは水平面だけでなく垂直面でも言える。
機体の中で最も空気力を受ける部分は揚力を発生させ機体重量を支える主翼であり、主翼の風圧中心は重心より後ろに置く必要がある。
そして、この事は重心と揚力とのベクトルが吊り合わないことを意味するため、重心の前方に揚力を発生させる前翼が必要か、主翼の後方に下向きの揚力を発生させる水平尾翼、あるいはその両方が必要な事を意味する。
しかし、前翼で揚力を負担させることは機体全体の風圧中心が前進することであり、風見安定を補償するために重心を前進させるか、大きな垂直尾翼を設ける必要があり、前者はますます大きな前翼を要求し設計が発散する。後者は抵抗の増大につながる。また、重心位置によっては胴体の強度を要求される。
これに対し、主翼後方に水平尾翼を設けるためには後部胴体が必要となるが、これは風圧中心がさらに後退することを意味し、安定性を確保できる。また、胴体に掛かる力は重心から主翼取付部までに特に集中し、構造強度(ひいては重量)を最適化できる。そのため、多くの機体では水平尾翼と垂直尾翼を機体の後端に設けている。デメリットとしては、
1. 機体重量以上の揚力を主翼が発生させる必要があり、抗力が増大する
2. 水平尾翼が負の揚力を常に発生させるため、ここでも抗力が発生する

この2点より飛行機としての効率は前翼式より低下し飛行に必要な出力も多くなる。特に後者は機体全体で見た場合、浮揚するための揚力を食いつぶしていることでもあり、純粋に損失でしかない。しかし、安定性を得るための取引としてCCV設計が実用化される前は仕方のないものとされていた。
音速前後では風圧中心が前後し、また揚力の発生メカニズムが亜音速では翼周辺の渦を利用したものから超音速では流体が翼下面に当たる反力を利用した形に近くなる。この事から主翼の後流も激しく変化し、尾翼付き機では激しいタックアンダーやピッチアップを発生し安定を失う事がある。直線翼の場合、風圧中心が亜音速では前縁から25%付近だったものが、音速で0%付近に、超音速では50%付近に移動する。そのためたとえタックアンダーやピッチアップを抑えこむことに成功しても、モーメントの関係で超音速の水平尾翼は下向き揚力を大きくしなくてはならない。
この音速前後の風圧中心移動が比較的少なく安定しているのがデルタ翼とされている。ただし無尾翼デルタの場合は尾翼に相当する部分として翼後部で負の揚力を発生させる必要があり、やはり効率を稼ぎにくい事と、高揚力装置を持てないことから離着陸距離が長くなることが欠点である。
重心位置が後退した場合は安定性を失い、飛行が出来なくなる。重心位置が極端に前方に移った場合も水平尾翼で機首下げを打ち消せなくなり、飛行不可能になる。民間機では燃料タンクは重心付近に置かれ燃料消費が安定に影響しないよう配慮されていることが多いが、軍用機は加えてドロップタンクや爆弾、機銃弾を搭載し、戦場で消費、投下するため、これも設計において十分考慮すべき点である。そのため多くの機体ではこれらの搭載物は重心付近に置かれている。これら兵装を重心付近に置けない場合、あるいは重心と風圧中心が離れている設計で機外兵装を搭載する場合、安定性にマージンを確保する必要がある。
重心位置の変動に気を使う航空機として、忘れられがちであるが空挺投下を行う輸送機も挙げられる。投下口への兵員・車両等移動、そして投下と一気に重心位置が変動するため、尾翼面積を大きく取る必要がある。
また、被弾機会が多い近接航空支援機などは尾翼の一部を失っても安定を保てるよう設計する事が望ましい。
その一方で安定性は運動性とトレードオフの関係であり、安定性が過剰な機体は運動性が低下するため、双方のバランスを取ることも設計の大事なポイントとなる。運動性を要求される戦闘機や、レシプロ機時代の急降下爆撃機、雷撃機の設計は、他の機種より安定性を妥協した設計にする例が多い。

### 運動性
ハンドルを切ればそのまま旋回できる自動車と違い、飛行機の水平旋回は以下の手順を踏む。
1. 旋回したい方向にエルロンやスポイラーでバンクをとって揚力を斜めに発生させ、水平成分を旋回方向へ向け向心力を作る。
2. そのままでは揚力の鉛直成分が減少し、高度を失うので昇降舵で機首上げ姿勢を作り、揚力を増やす。抗力も増えるので速度を維持する場合はスロットルを更に開ける必要がある。
3. 機首が目的方向に向いたら、バンクを戻し、昇降舵で姿勢を戻す。

第一次大戦時は戦闘機間の速度差が小さく、多くが最大180km/h前後、参加戦闘機中最速だったフランスのスパッド S.XIIIでも218km/hであり、旋回率の対比は旋回半径の大小という形でほぼ把握できていたし、小回りの利く機体の方が格闘戦に強いという図式も直感的に分かりやすいものだった。
第二次大戦に至って旋回半径に加えて旋回率も旋回性能の目安とされるようになる。旋回率とは旋回における角速度だが、軍によっては角速度を360度旋回にかかる時間(旋回秒時)の形で捉えている事がある。逆数の関係になるだけで本質は変わらない。
そして、速度を維持したまま旋回できる最大旋回率を最大維持旋回率といい、速度を失いながらでも更に旋回圏の内側に入って発揮できる最大の旋回率を瞬間最大旋回率という。
向心力Fを求める式は {\displaystyle F=mr\omega ^{2}} だが、この式の両辺を質量で割ると {\displaystyle a=r\omega ^{2}} となり、つまり旋回率の二乗にパイロットにかかる向心加速度aは比例する。ここから旋回のキツさの表現に加速度を使うことがあり、その際の単位として重力加速度G、すなわち{\displaystyle 9.8m/s^{2}}が多用される。
旋回中は抵抗が増えるので、維持旋回をするには直線飛行より多くの出力を出す必要がある。逆に言えば、最大維持旋回率が0となり、旋回半径が無限大となる速度がその機体の最大水平速度という事になる。もっとも、大推力でマッハ2を超えるような戦闘機の場合は機体構造の耐熱温度とタービン入口温度で最大速度が制限され、最大速度でも加速や旋回余力を残していることがほとんどである。
旋回率には以下の理由で発揮可能値に上限もある。
- パイロットの生理的限界。耐Gスーツ無しでは5G前後が、耐Gスーツを着用し訓練した人間でも9Gが限界で、それ以上のGをかけるとブラックアウトに陥る。
- 機体の構造強度の限界。第二次大戦機では7G～8G前後の要求に安全率を、現代の戦闘機では9Gの要求に安全率を乗じて作られている事が多い。
- 失速限界。低速で大揚力を出すには迎角を増す必要があるが、失速迎角に達するとそれ以上の揚力は出せなくなる。

飛行機の抵抗は形状抗力が速度の二乗に比例し、誘導抗力が発生揚力の二乗に比例、速度の逆数の二乗に比例する。
つまり、2Gの旋回では誘導抵抗が4倍、4Gの旋回では16倍になり、旋回では誘導抵抗が支配的なパラメータとなる。
最大維持旋回率を高くするためには
- 主翼面積を増し、機体重量を減らして翼面荷重を低くすること
- 揚力の増大に伴い誘導抗力も増大するので主翼のアスペクト比を増やすこと
- 抗力増大に負けないよう、大推力の発動機を搭載すること

が有効になる。しかし
- アスペクト比の高い主翼はロール率を低下させ、バンク確保に時間がかかり不利となるのでアスペクト比を増やすにも限度がある。
- 主翼面積を増やすことは機体の抵抗を増やすことでもあり、速度性能を低下させるため、これにも限度がある。

ジレンマの無い選択肢は大推力の発動機搭載しかない。
瞬間最大旋回率は速度が低下してもなお旋回率を引き上げる事が許容されるので、高速側では機体の強度かパイロットの限界で、低速側では主翼の失速限界で決定される。
高速側では、向心加速度の式{\displaystyle a=v^{2}/r} に、v=rω を代入すると、 a=vω になる。つまり、かけられるGの上限が一定の為に瞬間最大旋回率は速度に反比例し、低速になるほど旋回率は増大する。こうして急旋回を続けて速度が低下した結果、a=(現在速度/水平失速速度)2となった時に旋回率の増大は終了する。これをコーナー速度といい、機体が発揮可能な最も高い旋回率を発揮できる速度であり、コーナー速度の瞬間最大旋回率が最も高い旋回率となる。低翼面荷重の戦闘機は失速速度も低くなるため、コーナー速度も低くなって瞬間最大旋回率を大きく取ることができる。
失速速度がコーナー速度、即ち瞬間最大旋回率に影響することから、失速速度を低下させる高揚力装置を空戦に使用できれば格闘戦で有利に立てる。戦間期に実用化されたフラップは、第二次大戦時の戦闘機では空戦フラップとして少なからぬ機体で用いられた。空戦フラップではないが、Bf109は高揚力装置として前縁スラットを備え、スピットファイアはおろか、ハリケーンよりも小さい旋回半径での旋回を可能としていた。
主翼迎角を増して揚力を増やすより、フラップを展張して同程度の揚力を発生させる方が揚抗比が改善する領域もあるため、空戦フラップは維持旋回性能を向上させる場合もあった。フラップの展開は抗力も増大させるため旋回に応じて必要最低限の開度を保つことができれば速度減少を抑えることができる。それを実現したのが川西航空機の強風から実用化され、紫電・紫電改にも搭載された自動空戦フラップである。
水平旋回は抗力増大に伴い機体の速度エネルギーを消費するため、水平旋回を使わない方向転換方法としてインメルマンターンやスプリットSのような方向転換も多用される。この場合、方向転換はロールによって行われる。
ロール率を上げるには
- アスペクト比の低く、面積の小さい主翼を用いる
- 燃料タンク等の重量物を主翼内に置かない、置く場合は出来る限り内側、胴体寄りに配置する

第二次大戦のフォッケウルフ Fw190は国情から要求された行動半径が小さく、胴体内に燃料タンクを設けただけで済んだことと、設計者のクルト・タンクがロール率を特に重視したことから同時代では極めて良好な横転性能を持っていた。
日本の零戦が高い運動性を持っていたと言われるが、これは低翼面荷重を生かした高い旋回性を持っていたということであり、NACA Report 868によると横転性能では米英の機体に比べてやや低いレベルにあったようである。
横転性能の向上と旋回性能の向上では特に主翼形状で相反する部分が多く、軍の要求する戦技に適切な形状を選ぶことが必要である。
横転性能の高いFw190が日本に輸入された時には、日本陸軍の操縦士（黒江保彦）によるテストではその点が評価されず、旋回性能の低さが問題視されているし、横転性能が低いとされる零戦ではあるものの旋回性能の高さを米国は脅威視し、ドッグファイトを避けてサッチウィーブや一撃離脱戦法で対抗したのは事実である。
なお、上述は全て、空気力学的な運動性の確保についてである。ジェット機においては、近年、エンジン排気の推力偏向も導入されるようになった。失速速度に近いポストストール領域では動圧が少なく動翼操舵での機体操縦に困難があったが、推力偏向の導入でポストストール領域でも機体の運動性を確保する事が可能となった。

### CCV設計
航空工学にアクティブ制御技術（Active control technology, ACT）が導入されると、機体形状を決定するにあたり、空力・エンジン・構造の古典的な3分野に並んで、飛行制御も重視されるようになり、このようにして設計された機体は運動能力向上機（CCV）と称された。フライ・バイ・ワイヤ（FBW）のような飛行制御技術の発達とともに、ACTは様々な形で導入されたが、軍用機で特徴的な応用法としては、直接力制御（DFC）や静安定緩和（RSS）による機動性の向上がある。上記のように、従来の航空機は、全飛行領域に渡って静安定がプラスになるよう、重心は風圧中心より前方に位置するように設計されている。しかしこのためには、釣合い飛行状態では水平尾翼が負の揚力を発生せねばならず無駄になるほか、十分な安定性を確保しようとすると尾翼面積が大きくなり、構造重量や抵抗が大きくなる。
これに対し、静安定緩和 (RSS）特性を備えた航空機では、重心位置を後退させて静安定を小さくしたり、あるいは負の静安定をとる＝不安定として、不足する安定性は制御によって補償する。このようにすることで水平尾翼を小さくでき、構造重量や抵抗を減少できる。また軍用機であれば運動性の向上も期待できる。
そしてより積極的に機動性を向上させるのが直接力制御（DFC）である。上記の通り、従来の航空機は3舵を用いて機体姿勢をかえることで飛行経路をかえるため、機体姿勢の制御と飛行経路の制御は分離できなかった。これに対しCCVでは、新しい舵面を備えたり、フラップと併用したりすることで、機体姿勢と飛行経路を分離した飛行方式が可能となる。ただしCCVの揺籃期には、新しい舵面による多彩なDFC手法が試みられたものの、実際には全てをパイロットが使いこなすことは難しいなど実用性が乏しい部分があり、実用機では、可能な範囲で漸進的に取り入れる方向となっている。
- 直接揚力制御（DLC） - 昇降舵とフラップ（フラッペロン）を用いて、迎角を変えないで揚力を増加でき、なめらかな引き起こしができる[5]。
- 直接応力制御（DSC） - 垂直カナードを利用することで、ローリングしないで水平旋回を行える[5]。
- 上下・左右首振り制御 - 飛行経路を変えないで姿勢角や方位角を変える[5]。
- 上下遷移制御 - ピッチ姿勢一定で迎角（上下角度）を変える[5]。
- 左右遷移制御 - 機首方位を一定に保ちながら機体を左右に移動させる[5]。

- CCVの飛行経路変更なしの姿勢制御
- CCVの姿勢変更なしの横遷移飛行
- CCVの姿勢変更なしの上下遷移飛行

## 装備

### 機銃

#### 搭載方式
安定性の観点から最大の重量物であるエンジンを機首に設け、プロペラで牽引する牽引式が広く普及していたが、その事から戦闘機への機銃の搭載方法は種々の方法が試行錯誤された。機首に前方に向けて固定装備するのが命中率が高いことと、操縦士が機体を操縦しつつ同時に旋回機銃の照準をつけるのは困難なことから、単座戦闘機では前方に向けて機銃を固定装備し、機体自体の運動によって目標物に照準を合わせるのが理想的という結論になった。しかしながら、牽引式の単発プロペラ機において機首に機銃を装備した場合は、このプロペラが弾道を妨害するので、装備には困難があった。その対策として以下の方法があった。
主翼装備プロペラの外側に機銃を配置するため、主翼に機銃を装備する。複葉機の時代の代表例は、上翼上面に装備するフォスター銃架。機銃を装備するには主翼強度が不足していたため、命中率の低下・複数装備が不可能等の問題を生じ、後述のプロペラ同調装置の普及後は廃れる事となった。単葉機の時代には主翼の強度と厚みが増したため、主翼に機銃を内蔵する方式が主流となった（一部大口径機関砲で外装する場合もあった）。重量物を中心軸から離れた場所に配置するため、ロール率が低下するのが欠点である。また、機銃の位置が中心軸から離れるため、設定された射程で左右機銃の弾道を交差させて目標に集弾させるが、当然ながら設定された射程以外では集弾しないため、観測難度の高い場合は大きな欠点となる。
プロペラへの装甲貼付プロペラに装甲板を貼付けて、自らの撃った機銃弾を跳ね返すというもの。プロペラを通じてエンジンに衝撃が伝わり、故障の原因となるので、短期間で廃れた。
プロペラ同調装置プロペラの未来位置が機銃弾と交錯する時だけ、自動的に射撃を停止し、プロペラを機銃で撃つ事を防止する。第一次世界大戦前期にこの装置が発明されると、ほどなくして広く普及する。機銃が大口径の場合には対応できないのが欠点であるが、小口径機銃の搭載方法としては、プロペラ機の時代を通じて主流となった。
モーターカノンV型エンジンのシリンダー間に機銃を配置し、プロペラシャフトを中空構造にして、そこから機銃弾を発射する。機銃の配置場所が機首の中心軸に近いこと、発射の反動を機銃と結合したエンジン重量で吸収できるので、最も理想的な配置となる。空冷式で主流の星形エンジンには対応できないのと、基本的に機銃は1門のみに限られるのが欠点である。
リアエンジン方式エンジンの出力軸を延長し、プロペラ軸とは減速ギアで結合する。機銃弾は中空のプロペラ軸を通して発射する。上記モーターカノンに比べて嵩張る点では不利だが、モーターカノンではV型エンジンのバンク間の寸法を考慮せねばならないのに対して、この方法は銃砲のサイズに制約が少なく、大口径砲の搭載がしやすい。主な量産例はP-39、P-63。
プッシャー方式プロペラとエンジンを操縦席の後ろに配置する事で、プロペラと弾道の干渉を回避する。飛行機の機体形状としては主に、双胴形式、先尾翼形式、無尾翼形式を取る。戦闘機の黎明期には双胴機の原型とも言うべき、ブームで尾翼を支持した形でいくつかの機体が設計された。しかしこの時代の木製布張複葉機にプッシャー形式を採用する事は構造上の問題があり、機体性能を大きく低下させたため、上記プロペラ同調装置の普及後は廃れた。全金属製単葉機の時代となった第2次世界大戦期に再び試みられたものの、実用化できたのは双胴形式のサーブ 21のみである。日本において有名な海軍の震電は試験中に敗戦を迎えた。難点としてはプロペラが操縦席の後方に位置する以上、非常脱出の際に搭乗員がプロペラに巻き込まれないような仕組み(射出座席・プロペラの破壊装置等)が必要なこと、不時着時にエンジンがコクピットを押しつぶす可能性が高まることである。
双発形式エンジンを双発にして主翼に配置すれば、逆に機首は機銃の搭載場所として使え、かつプロペラと干渉しない。しかしながら、エンジンという機銃以上の重量物を中心軸から離れて配置する事は、著しいロール率の低下を招く。一方で他方式より機首への搭載の自由度は増し、大口径、あるいは多数の機銃の配置がしやすい。この方式は夜間戦闘機において採用例が多いが、ひとつには観測難度が大きいため、前述の主翼装備の欠点が大きかったからである。
なお、上述の通り戦闘機の機銃装備は、前方に固定装備が主流であるが、少数派ながらそれ以外の方式も存在する。
旋回機銃初期は単座戦闘機にも旋回機銃はあったが、基本的には複座戦闘機、あるいはそれ以上の規模の機体の装備である。第一次大戦における複座戦闘機ブリストル ファイターは成功したと言える。またこの成功体験から後継機のホーカー・デモン等も作られ、さらには第二次大戦直前にはブラックバーン ロック・ボールトンポール デファイアントの2機種が開発され、実戦に投入された。一次大戦でのブリストル機の成功は単座戦闘機に匹敵する速度と運動性、前方固定機銃を備えた上での旋回機銃装備にあったが、ロックとデファイアントで取られた4連装動力旋回銃塔のみという前方火力の欠如と重量過大な後方火力は襲撃機動の困難さと運動性低下を招き失敗に終わった。
斜銃／シュレーゲムジーク夜間戦闘機で行われた特殊な装備方法として、日本の夜間戦闘機の斜銃、ドイツの夜間戦闘機のシュレーゲムジークがある。日独で別個に発想されて同じような装備に至ったものの、仰角に違いがある。
いずれにせよ、プロペラと機銃の問題は、ジェット機への世代交替によって解決を見る。

#### 口径
弾丸の重量に対して、弾丸に与えられた運動エネルギーが大きいほど、機銃弾の初速は高くなる。攻撃側、被攻撃側ともに激しい機動をしている戦闘機同士の空中戦では、初速の速い機銃ほど被攻撃側の回避時間を奪い、ひいては命中率を高めるに有利となる。口径の小さい機銃は初速を高めやすく、弾丸が小さいので搭載できる弾丸の数も多くしやすい。その一方で大口径の機銃は初速を高めにくいものの、砲口から出た後の空気抵抗による速度低下が小口径より少ないことから、運動性の低い標的への遠距離射撃に向いている。また、弾丸1発あたりの威力が大きく、炸裂弾が使用できる事も、威力増大に貢献する。

### ミサイル

#### 戦闘機
空対空ミサイルの発達により、従来の機関砲は不要となり、戦闘機は単なるミサイルの運搬手段に過ぎなくなるという論である。空対空ミサイルが初投入された実戦、金門砲戦における華々しい戦果もこれを後押しした。これがために1950年代のアメリカ軍のジェット戦闘機は運動性・格闘戦能力がおざなりになり、また機関砲を廃してミサイル装備のみの機体も存在した。しかしながら初期のミサイルは命中率が小さく、機関砲の廃止は時期尚早であった。また赤外線誘導式のミサイルはエンジンの廃熱を追う必要があるため、敵機の背後を取る必要があり、むしろ従来の機関砲よりも格闘戦能力が求められるものであった。これはベトナム戦争において苦い経験となり、これ以降の戦闘機は機関砲の搭載は必須とされ、格闘戦能力を重視する事となった。
また、ミサイル万能論の挫折前は地対空ミサイルが要撃機を完全に置き換えるものと想定されており、F-99ボマークは当初、無人戦闘機扱いでFナンバーを付けられて開発された。これによって北米のXF-103やCF-105等の要撃機開発プロジェクトのいくつかはキャンセルに追い込まれた。しかし平時において要撃機のスクランブル任務は即座に脅威機を撃墜して戦端を開くことではなく、あくまで脅威機に圧力をかけて戦端を開かせないよう機銃・ロケット弾の警告射撃等で敵性機の意図を未然に防ぐことが主任務であった。ミサイルでは当然ながらこうした鍔迫り合いを演じることはできないこと、仮に至近距離での自爆で警告を行うものとしても高価についてコストパフォーマンスに劣ることから、この面でもミサイル万能論は幕を閉じる事となった。

#### 爆撃機
第二次大戦の戦勝国は核爆弾を実用化させ、冷戦時代に突入した。仮想敵国の中枢へ爆撃を行える戦略爆撃機が多数開発され、これらの配備が抑止力を象徴するようになった。しかし、予算を取り合う競合関係にある陸軍、海軍がこの事態を座視しているわけもなく、陸軍は弾道ミサイルを、海軍は当座に艦上攻撃機の核運用能力を実用化し、続いて潜水艦発射弾道ミサイルを実用化してこれに対抗した。
こうして戦略爆撃機、弾道ミサイル、潜水艦発射弾道ミサイルは核の三本柱を形成した。
時代の経過と共に地対空ミサイルの発達によって爆撃機の侵攻は困難を生じると考えられるようになり、三本柱の中で戦略爆撃機だけが大幅に立場を失うことになった。このため敵領空への侵入なく核攻撃を行える手段として空対地ミサイルを搭載するようになり、これが万能兵器であるとみなされるようになった。また、爆撃機それ自体に高速性能は求められなくなり、多くの超音速爆撃機が不採用となる一方、亜音速の旧式の爆撃機が現役に留まる傾向が生じている。
しかし、東西間の核のにらみ合いの一方でベトナム戦争などの代理戦争が勃発し、核を使わない(あるいは、使うことができない)戦争が発生することも明らかとなった。このような戦争では通常の爆弾や誘導爆弾が価格性能比に優れミサイルより多く使われており、ミサイル万能とは程遠い事態となっている。
湾岸戦争の砂漠の嵐作戦では以下の投下内訳となっている。

| 兵装種別         | 投下数量 | コスト計 | (単純計算した1発あたりのコスト) |
| ---------------- | -------- | -------- | ------------------------------- |
| 無誘導爆弾       | 210,004  | $432.0M  | $2,057                          |
| 誘導爆弾         | 9,342    | $298.2M  | $31,920                         |
| 対放射源ミサイル | 2,039    | $510.9M  | $250,564                        |
| 空対地ミサイル   | 5,448    | $549.1M  | $100,789                        |
| TLAM             | 297      | $861.3M  | $2,900,000                      |
| CALCM            | 35       | $52.5M   | $1,500,000                      |

注目されるのはTLAM、CALCMの猛烈な価格である。F-16によると、F-16Cのユニットコストは1880万ドルであり、TLAMを7発打ち込むとF-16を1機墜落させるよりコストを費やすことになる。この為、コストの大半を占める誘導装置とエンジンを再利用できないかという試みが無人航空機へと繋がっていく。

## 種類
種類ごとの詳細は該当ページを参照
軍用機は、単一機種で偵察、爆撃、空中戦と発展・実施されていたが、1915年から専用機種が生まれる。1915年後半、戦闘機と爆撃機の分科機能が現れた。第一次世界大戦以降は、飛行機や武器の性能向上と数の増大で戦闘機に新しい傾向が生まれ、後方視界を持ち武装強化された複座戦闘機、対戦闘機以外の要地防衛、援護、地上攻撃など多様な戦闘機が現れ始めた。
1930年代、航空戦は要地攻撃が重視され、技術的にも可能となり、戦略爆撃部隊の保持のため、列強国は分科比率で爆撃機を重視するようになった。さらに1930年代半ばより爆撃機の航続距離が長大化し、迎撃戦闘機の発動機出力が追いつけない状況が一時的に生まれた。低出力発動機しかないということは上昇に時間のかかる邀撃側は、高度と速度を確保してやってくる侵攻側を捕捉できないということであり、ここから侵攻側には護衛戦闘機は不要であるとする戦闘機無用論が生まれた。これに対し、やはり護衛機は必要であり、そのための戦闘機として前方や後方に機銃座をつけた双発の小型～中型機が必要・有用であるとする意見があった。発動機の低出力を双発とすることでカバーしつつ、重量物であるエンジンが翼に存在するための運動性の低下を複数の銃座で死角をなくすことでカバーしようとする考え方である。こうしてドイツでは Bf 110、日本では月光や屠龍が作られた。双発護衛戦闘機に影響を受けたアメリカ機としてはYFM-1(試作のみ)やその後のXP-58等が挙げられる。
しかし、実戦においては、双発護衛戦闘機は軽快かつ、速度がほぼ同等な単発戦闘機には対抗できず、Bf 110についてはBf 109が護衛につくなどという事態となり、後に護衛任務から外された。月光や屠龍も偵察機や夜間戦闘機として使用されることになった。最終的にこの系統から出た機体は随伴護衛がない状況下の大型機への迎撃、地上洋上襲撃においてのみ成功とみなされるようになる。結局、可変ピッチプロペラの実用化により巡航時の航空機の燃費が大幅に改善された結果、爆撃機と同等の航続距離を持ち同一行動を取れる単発・単座戦闘機として、零戦や隼、P-47、P-51といった機種が出現したことで、この議論に終止符が打たれたことになる。なお、類似した機種に、爆撃機をベースに多数の機銃座を装備した、翼端援護機の構想も存在した。
また、ドイツで夜間の対爆撃機戦闘機として双発戦闘機が登場すると、再び双発護衛戦闘機のニーズが生じるようになる。双発戦闘機は単発戦闘機に運動性では及ぶべくもなかったが、敵が双発戦闘機であれば同じ双発戦闘機で対抗可能となったのである。欧州戦で夜間爆撃を担当した英空軍は、元来高速爆撃機として作られたモスキートの夜間戦闘機型を作るよう命じ爆撃機に随伴させた。アメリカのP-61夜間戦闘機は迎撃戦闘のみならず夜間における爆撃機の護衛戦闘機としても計画されたが、完成時期が遅く欧州戦に与える影響は殆ど無く、主に日本の夜襲を迎撃することで活躍した。
第二次大戦末期からはジェット戦闘機時代へと入りつつあった。この時米陸軍は戦略爆撃機B-36を開発していたが、この時代のジェットエンジンに有利な高高度巡航をしたとしてもなお燃費が悪くジェット護衛戦闘機の実現は困難とみられていた。また、長大な航続距離は単発戦闘機での護衛も困難とみられていた。そのため長距離護衛戦闘機としてP-82戦闘機が開発されている。ジェットエンジンの場合は小型であればあるほど出力効率が高い傾向にあることと、胴体内に収めることすら可能でロール方向の運動性を阻害しないため、大型エンジン単発よりも小型エンジン双発のほうが、より軽量にまとまり運動性も高い。F-5戦闘機やMiG-19戦闘機は、双発であるが高い運動性を持つ事で知られる。現代戦闘機で小型機には単発のものが多いのは、コストとの兼ね合いによるものである。

### 日本陸軍
昭和10年4月から翌11年にかけて、陸軍航空本部技術部長伊藤周次郎少将を団長とする欧米航空視察団がドイツ・ポーランド・イギリス・イタリア・フランス・アメリカに派遣されている。この頃は戦闘機より速い爆撃機ことブレニム爆撃機の初飛行とほぼ時期を同じくしており、爆撃機の全金属単葉化によって陸軍のみならず日本海軍や列強諸国でも戦闘機無用論が唱えられつつあった頃である。爆撃機が高速になっただけでなく、全金属化によって複葉時代の戦闘機で常識的な7.7mm機銃二丁では破壊困難なことが射撃実験で判明しつつあった。
ただしこの事は迎撃戦力の意義を否定したものではないことに留意すべきである。この時期は戦闘機に取って困難な敵は敵戦闘機よりも高速爆撃機だった、ということであり、この問題意識が各国それぞれの重武装戦闘機へと繋がっていく。英国では8銃装備のハリケーン開発、米国では搭載銃の7.7mmと12.7mmの混載状態から12.7mmへの統一化やP-38開発、日本海軍では零戦開発といった形で結実する。
視察団の報告は戦闘機に限らず航空兵備全般にわたるものであり、「爆撃機は各国が最も力を注いでいる分野で、速度の増進と空気抵抗減少のための装備法の改善が行われている。近く400ないし450キロの速度のもの出現が予想される。戦闘機は依然として速度の増進に努力が傾注され近く450ないし500キロのものが出現しようとしている。このため、従来のような旋回性能を要求することは不可能となって、戦闘法にも自然に変化が生ずるものと思われる。」「発動機の馬力は逐次増大して1000馬力あるいはそれ以上のものも出現しているが、当分は大馬力発動機としては700ないし800馬力級が最も信頼性のあるものとして広く実用されよう。武装は、戦闘機では四銃または六銃の機関銃を装備したもの、あるいは軽砲および機関銃併用のものが近く制式機として出現する機運にある。軽砲装備の飛行機は将来ますます増加し、20ないし25ミリ付近が最も多用され、38ミリ級は当分研究時代として経過する模様である。」という内容もあった。
伊藤少将は帰国後、航空技術研究所所長として研究方針審議に参加している。昭和十二年度の陸軍航空本部兵器研究方針のうち、単座戦闘機に関するものは以下のとおりだった。
1. 主として敵機攻撃用に用い銃、砲を搭載の二種につき研究す
2. 隣国に比し常に性能の優位を保持する如く努む
3. 行動半径は300キロを標準とし概ね30分の余裕を有しなお本来の性能を害せざる範囲に於てなし得る限り400キロに延長する手段を講ず
4. 主要装備 「1、固定機関銃(砲)二(一) なお銃数の増加並び銃、砲の併用に関し研究す 2、無線装備　一式」

上記の方針をもとに一式戦闘機「隼」や二式単座戦闘機「鐘馗」の要求がされている。
十三年度研究方針では軽単座戦闘機、重単座戦闘機の用語が登場する。
1. 主として敵機の攻撃に用う
2. 軽単座戦闘機にありては特に格闘戦性能に、重単座戦闘機にありては特に速度に卓越せしめかつ予想敵国のものに比し常に性能の優位を保持することに務む
3. 行動半径は300キロを標準とし概ね30分の余裕を有し、本来の性能を害せざる範囲に於てなし得る限り600キロに延長する手段を講ず
4. 主要装備　「固定機関銃(砲)装備 軽単座戦闘機 銃二　重単座戦闘機 砲一銃二　無線電話装備 一式」

重単座戦闘機が格闘戦性能を諦め、速度性能に絞り込んだ理由は重量問題が大きいと思われる。八九式固定機関銃二門で約25kgなのに対し、後に陸軍最初の主力機関砲となった一式十二・七粍固定機関砲は一門で23kgであり、上記「増大係数」をそのまま適用した、軽戦闘機並みの格闘性能を持った砲一銃二の機体を設計すると重単座戦闘機は軽単座戦闘機のおよそ倍（弾丸重量を計算に入れるとさらに差は開く）の離陸重量になってしまう上、そんな大重量戦闘機にふさわしい大出力発動機も存在しなかった。また、ここまで重単座戦闘機の砲装備が一門とされているのも目を引く。これはフランスのドボアチンD520等のモーターカノンに影響を受けていたと考えられるが、実施に不可欠となる大馬力水冷発動機の入手が見込み薄とみなされたためか、この部分は翌年の部分的な改正で砲二(もしくは一)に改められた。
昭和十五年度方針では軽単座戦闘機と重単座戦闘機の方針は明確なものとなった。
|    | 軽単座戦闘機 | 重単座戦闘機 |
| -- | --- | --- |
| 一 | 主として敵機、特に敵戦闘機の攻撃に用う | 主として敵爆撃機の攻撃および軽単座戦闘機との共同戦闘に用う                                                                                        |
| 二 | 特に格闘戦性能に卓越せしむると共に水平速度をも重視す | 特に速度と火力就中砲力とを卓越せしむ なお上昇速度をも重視す                                                                                       |
| 三 | 行動半径は300キロを標準とし500キロに延長し得る手段を講ず いずれの場合に於いても行動のため一時間の余裕を有せしむ (余裕時間は巡航馬力に応ずる時間を示す 以下同じ) | 行動半径は400キロを標準とし600キロに延長する手段を講ず いずれの場合に於いても行動のため一時間の余裕を有せしむ                                     |
| 四 | 常用高度は4000ないし7000米とす | 常用高度は軽単座戦闘機に準ず |
| 五 | 主要装備 1.射撃装備 固定機関銃二 2.無線通信装備 一式 3.機関砲装備および軽易なる方位測定機装備につき研究す                                                       | 主要装備 1.射撃装備 固定機関砲二 固定機関銃二 2.無線通信装備 一式 3.銃数の増加、軽易なる方位測定機装備及び特殊爆撃装備につき研究す 4.要部を装甲す |
| 六 | 特別装備として雨期装置、雪上装置および離着陸制限装置につき研究す                                                                                                | |

昭和十五年度方針では複座戦闘機の方針が消えている。
この方針の下で重戦中間機キ60及び、軽戦キ61(後の三式戦闘機「飛燕」)、軽戦キ62、重戦キ63、重戦キ64がまず要求された。キ60が中間機とされているのは「重戦闘機はまず20ミリ砲を積んだ中間機を完成させる」という方針が存在したことによる。
こうして一度に5機種が要求されたが、順調に計画が進行した機種は一つもなかった。
- キ60は当初からDB601及びその国産化発動機は重戦に使うには馬力不足であるとみなされていた
- キ61は計画していたイスパノ系の三菱水冷発動機が未完成だった
- キ62は発動機をハ115と指定していたが、これは現時点審査で苦戦していたキ43の性能向上計画(後の隼二型)と同じである以上、得られる性能も同程度であり、新規に計画する意味が不明だった
- キ63は搭載発動機の候補すら絞り込めなかった
- キ64は実験機へと性格を変えていた

十五年度の計画がほぼ全て挫折という状況下、十六年春に陸軍は三菱に要求したキ65襲撃機を計画変更し、重戦闘機の要求に切り替えている。これは海軍の十四試局地戦闘機を陸軍に合わせた小変更で採用し、満州飛行機でも転換生産しようというものだったが、十四試局地戦闘機の開発難航によって計画は流れた。
この時点で開発見込みのない計画番号の再検討、集約も始まっていた。
- キ60　重単座戦闘機としては性能不足、軽単座戦闘機としての採用を検討されるも、不採用に
- キ61　DB601の国産化にめどが付き、なおかつその発動機を最優先で割り当てられていたキ60が不採用となったことからハ40搭載で試作へ。十六年半ばには発動機と武装の強化で重単座戦闘機化計画が持ち上がる
- キ62　ハ45を積み重戦と軽戦の中間的機体とする事も一時検討されたが、キ43-Ⅱ(後の隼二型)をキ62とみなし、事実上計画中止
- キ63　キ44-Ⅲをキ63とみなす

欧州戦線の様相も伝わり、Bf109輸入計画(審査結果によっては国産化を検討)なども進められる状況下で、陸軍航空本部と航空技術研究所は軽単座戦闘機に熱意を失いつつあった。
十六年末に初飛行、590キロを記録し重単座戦闘機より速い軽単座戦闘機となったキ61は武装強化されて配備され、発動機強化とホ5搭載がなされたキ61Ⅱ、キ61Ⅱ改(後の飛燕二型)は航空本部によって重単座戦闘機として扱われている。
そしてキ61の搭載するハ40、ハ140にも問題があった。それは発動機の工数でいうと三菱、中島の空冷発動機に比べて三～四倍近い加工時間を要する生産性の低さであった。
総加工時間は、ハ112は2410時間で、ハ104は3160時間、ハ115は3621時間、ハ45は4220時間に対し、ハ40は11800時間、ハ140は12200時間であった、
このような中、キ44-Ⅲと、「キ62のハ45搭載案」の二つの計画を統合した形でキ84(後の疾風)が十六年末に要求されている。
試作を十七年五月に命じたこの計画は日本海軍式に言えば十七試の計画であり、海軍であれば誉ではなく、その改良型を軒並み指定されていたところだが、(前段階の計画であるキ44-Ⅲがハ145で計画されていたにもかかわらず)キ84はハ45を指定され、火力を20mm砲二門、12.7mm砲二門とした計画だった。
海軍系のハ45の導入という形で、大量配備に応えられる大出力発動機に見込みがつき、昭和十八年度方針において陸軍は要求戦闘機の分類をそれまでの「軽単座戦闘機/重単座戦闘機」から「近距離戦闘機/遠距離戦闘機」へと変更している。軽単座戦闘機は重単座戦闘機に併呑される形で「近距離戦闘機」へ分類され、20ミリ砲二門、30ミリ砲一～二門を持つとされているのである。
```
近距離戦闘機
任務　敵機特に敵戦闘機の攻撃に任ず
基礎要項
1.敵国最優秀戦闘機に対し必勝を期し得ること
2.水平速度に卓越せしめ且つ上昇力を重視し軽快性をしてこれに調和せしむ
3.行動半径は500kmとし800kmに延長し得しむ
　何れのの場合においても行動のため1時間、空中戦闘のため30分の余裕を有せしむ
4.常用高度は400m乃至11000mとす
5.武装は20mm機関砲2 30mm機関砲 1～2を標準とす
6.軽易なる航法及び通信装備を具備せしむ
7.要部の防護に留意す
適用
1.水平速度は750kmを目処とす
2.40mm機関砲の装備につき研究す
3.雪上装置につき研究す
4.昭和21年3月を目処とし審査完成に努むるものとす
```

1943年12月25日、陸軍航空審査部から「戦闘機に関する意見」が提出され、それまで一般的に、近距離戦闘機、防空戦闘機、夜間戦闘機、高高度戦闘機、遠距離戦闘機と陸軍で分類されていた戦闘機を近距離戦闘機、高高度戦闘機、夜間戦闘機の3つに絞り、所要の装備を施してその他の任務に流用するという意見が出された。
後に三式戦闘機二型の首なし機問題が取り上げられて五式戦が生まれると、軽戦闘機に分類された。

### 日本海軍
日本海軍では、急降下爆撃を行える機体を爆撃機、水平爆撃および雷撃のみを行える機体を攻撃機とする独自の分類があった。
当初、戦闘機は航空母艦に搭載して上空直掩、艦上攻撃機の援護を任務とするため、艦上戦闘機は空戦性能と航続力が求められていた。支那事変の戦訓として3つの戦闘機が要求され、遠距離で行動し、攻撃機の援護ができる艦上戦闘機、陸上戦闘機の要求は零戦に、空襲を阻止する局地防空用陸上戦闘機の要求は十四試局戦（雷電）に、陸上攻撃機に随伴する遠距離援護戦闘機の要求は十三試双発戦闘機（後に用途を変更して二式陸偵、夜間戦闘機月光となる）にして開発が進められたが、後者2つは初めての機種で重点が明らかでなく、戦力化が遅れた。また、大東亜戦争前半は前進基地の防御のために一五試水上戦闘機が川西に依頼され、後半は敵大型機の夜襲から夜間戦闘機が必要になり、艦上戦闘機から陸上戦闘機へ重点が変わっていった。1944年、用兵思想を明らかにするために戦闘機機種の統合を図り、対戦闘機用として空戦性能を重視した甲戦、対攻撃機用として陸上戦闘機の思想を単純化し、高高度性能を重視した乙戦、夜間行動を重視して複座機で兵装を強化した丙戦、前進基地の防御用で性能は乙戦に準じる水戦に整理・分類された。

### アメリカ
双発戦闘機の成功例として知られるアメリカのP-38は、ボマーエスコート（爆撃機爆撃機に随伴する護衛機）として必要な能力を備えていた。しかし同機はもともと陸軍が提示した要撃機の要求に対し、必要な速力と大火力を確保するために双発機とされたものであり、由来において1930年代の双発護衛戦闘機論とは全く関係がない。座席も双発護衛戦闘機が複座、あるいは三座だったのに対して、元来が要撃機であるP-38は単座であり、ロッキード側の裁量でコクピットを広めにし空調を備えるなど長距離飛行の負担を軽減する設計にしていたが、それでも長距離飛行はパイロットに苦痛を強いる事となった（これは前述の単発・単座戦闘機にも言える事であった）。さらに、頑丈で急降下速度が速い反面、旋回性能や急上昇性能が単発単座機よりも低いため、戦闘機相手には急降下突撃からの一撃離脱戦法を中心に戦わざるをえず、それを行うと再上昇するまで一時的に爆撃機の護衛要員が少なくなってしまうという問題も有していた。
P-51は武装積載量以外はP-38以上の性能を有しており、速度を活かした一撃離脱戦法の他、P-38では事実上不可能だった格闘もある程度は可能となった。また主任務であるボマーエスコートの他、装備を変更するだけで対地攻撃も可能であり、戦闘爆撃機のような運用も行われた。
アメリカ海軍では第二次世界大戦前にエシュロン隊形による空戦が浸透していたが、零戦の登場により格闘戦は危険と判断し、サッチウィーブと一撃離脱戦法を組み合わせるなど集団戦が主流となり、戦闘機も過剰な格闘性能を捨て最高速度や防御性能、高度な連携を可能にする無線機など戦術に適した設計が主流となった。
ジェット機の発達と共に機体が大型化、高価格化するのに対し、限定した性能で現有主力戦闘機より安価に整備可能であることを目的とした簡易的戦闘機を軽戦闘機（軽量戦闘機）と呼ぶことがある。意識してこの方向に振った西側戦闘機はF-104スターファイターが英国のフォーランド ナットとならんで最初期の物である。F-104の初期型はM61 ガトリング砲と翼端のサイドワインダー2発(従って翼端ポイントを増槽と交換すると武装はM61ガトリング砲のみになる)に武装を留めた代わりに、高い加速性能、上昇性能を発揮し、NATO諸国における要撃機の標準となった。
しかし、米国ではSAGEシステムとのリンク能力に欠け、レーダー誘導ミサイルを装備できず、航続力も短いF-104はF-106の前に影の薄い存在となった。その後もF-5フリーダムファイター/F-5EタイガーIIは途上国向けに多くを輸出しヒット作となっている。
アメリカ空軍はF-15の調達を目論んで居たものの、コスト高騰にあえぐ議会の圧力によって1972年、LWF:Light Weight Fighter（直訳すれば軽量戦闘機）コンペを実施した。一位に選ばれたジェネラルダイナミックス案、二位に選ばれたノースロップ案に実用性有りと議会は判断し、ACF( Air Combat Fighter )として実用化が図られる。これはそのままF-15の調達数削減となるため国防総省は反対したが、議会に押し切られF-16を制式化した。当初はレーダー誘導ミサイルを搭載しない昼間格闘戦闘機という位置づけであった。しかし開発が進むにつれ対地攻撃能力を付加され、当時の主力レーダー誘導ミサイルであるAIM-7を誘導できないことから来る射程が短い欠点は
ミサイル自身がレーダーを持ち、自己を誘導するAMRAAMが登場することで補われ、堂々たるマルチロールファイターと呼べる機体になった。
F-16はもはや軽戦闘機というジャンルからは脱却したと言って良いが、以上の開発経緯を持つために軽戦闘機と呼ばれることも稀にある。
F-15が高価な事から輸出が限られたのに対し、F-16はNATO諸国から発展途上国まで世界各国に輸出されたベストセラー戦闘機となった。当のアメリカ空軍においても、数の上ではF-16のほうが圧倒的に多く、主力機となった。F-15は高価であるがゆえに損耗率の大きい近接支援任務への投入は敬遠されほぼ純粋な制空戦闘機、そして発展型のF-15EはF-111後継の低空侵攻型戦闘爆撃機として運用されているのに対し、F-16は制空部隊だけでなく、F-15に比して安価であるため損害が許容されるとしてA-10の後継機として近接支援攻撃にも充当され住み分けがなされている。
F-15も通常爆弾や誘導爆弾を装備可能であり、近接支援を行う能力は持ち合わせている。行わないのは単純に損耗リスクと調達コストの問題であり、その意味ではF-16はF-15に対する軽戦闘機で在り続けていると言える。